# Брянский областной комитет КПСС
Брянский областной комитет КПСС — региональный орган партийного управления в Брянской области в 1944—1991 годах.
Брянская область была образована Указом Президиума Верховного Совета СССР 5 июля 1944 года. В том же месяце были сформированы органы областной власти, в том числе областной комитет ВКП(б).
В октябре 1952 года Брянский областной комитет ВКП(б) был переименован в Брянский областной комитет КПСС.
В 1990 или в 1991 году переименован в Брянский областной комитет КП РСФСР (в составе КПСС).
23 августа 1991 года деятельность КП РСФСР (КПСС) приостановлена, а 6 ноября того же года запрещена. 

### Первые секретари обкома
- Матвеев, Александр Павлович (июль 1944 — июль 1946)
- Егоров, Александр Николаевич (4 октября 1946 — 19 сентября 1950)
- Бондаренко, Алексей Дмитриевич (19 сентября 1950 — 15 января 1954)
- Петухов, Александр Ульянович (15 января 1954 — 13 декабря 1960)
- Крахмалев, Михаил Константинович (13 декабря 1960 — 17 сентября 1977; с января 1963 по декабрь 1964 — 1-й секретарь Брянского сельского обкома КПСС)
- Коновалов, Иван Михайлович (1-й секретарь Брянского промышленного обкома КПСС, 15 января 1963 — декабрь 1964)
- Попов, Сергей Васильевич (октябрь 1977 — август 1978)
- Сизенко, Евгений Иванович (сентябрь 1978 — январь 1984)
- Войстроченко, Анатолий Фомич (январь 1984 — август 1991)